# Apelioma pteromalinum
Apelioma pteromalinum är en stekelart som först beskrevs av Thomson 1878.  Apelioma pteromalinum ingår i släktet Apelioma och familjen puppglanssteklar. Arten är reproducerande i Sverige. Inga underarter finns listade i Catalogue of Life.